# Elektrownia wodna Włodzice Małe
Elektrownia wodna Włodzice – mała elektrownia wodna w miejscowości Włodzice Małe, w powiecie lwóweckim, w województwie dolnośląskim. Uruchomiona została w 1935 roku na 155,5 km rzeki Bóbr. Powstała jako jeden z elementów programu kaskadowej zabudowy energetycznej środkowego biegu rzeki Bóbr. Do dziś zachowała oryginalny charakter i wyposażenie z lat 30. XX wieku.

## Historia
Warunki do budowy elektrowni powstały w wyniku przełożenia koryta rzeki w obrębie wyeksploatowanej Kopalnia Surowców Mineralnych Rakowice, czego powodem była potrzeba udostępnienia nowych pokładów kruszyw. Dzięki poprowadzeniu koryta przez istniejące wyrobisko uzyskano spadek odpowiadający potrzebom hydroenergetycznym. Przekierowanie rzeki do wyrobiska odcięło około 6 km istniejącego dotychczas koryta rzecznego.
Budowę elektrowni rozpoczęto w 1933 roku, a zakończono w 1934. Uroczyste uruchomienie nastąpiło 25 lutego 1935 roku. Projekt opracował znany wrocławski architekt Georg Wolff, autor m.in. budynku mieszkalnego personelu elektrowni. Obiekt zaprojektowano jako typowy stopień wodny z zastosowaniem rozwiązania derywacyjnego – z kanałem doprowadzającym wodę do siłowni.
Elektrownia była częścią większego programu, w ramach którego powstały także elektrownie w Kraszowicach (1933) i Wrzeszczynie (1927). We Włodzicach wykorzystywano spiętrzoną wodę również do napędu młyna wodnego w Włodzicach Małych (nieczynny od 1945 roku).
Elektrownia przetrwała II wojnę światową w relatywnie dobrym stanie. Utrzymano oryginalne układy techniczne i architektoniczne, w tym pełne wyposażenie maszynowni. Po 1945 roku wznowiono jej działalność, a w latach 1955–1957 przeprowadzono remont generalny, modernizując rozdzielnię, nastawnię i układy sterowania.
Kolejne prace obejmowały:
- remont urządzeń hydrotechnicznych (1970–1972),
- remont jazu (1982–1983),
- remonty generatorów (1993 – G1, 1995 – G2),
- usunięcie mułu z kanału po powodzi w 1997 roku[8].

W 2024 roku elektrownia została zalana w wyniku powodzi w Europie Środkowej.

## Lokalizacja i układ hydrotechniczny
Elektrownia zlokalizowana jest przy 155,5 km biegu rzeki Bóbr. Obiekt leży przy lewym ramieniu rzeki, w odległości ok. 1,2 km od mostu drogowego łączącego Rakowice Małe i Włodzice Wielkie. Woda doprowadzana jest kanałem roboczym o długości 230 m, szerokości od 5 do 13,2 m i głębokości 3,2 m. Kanał odpływowy ma długość 86 m.

### Jaz piętrzący
Składa się z trzech przęseł:
- klapowego (22,05 m, napęd elektryczny),
- zasuwowego (dwie zasuwy po 3,47 m, napęd elektryczny),
- stałego (16,82 m, korona 193,43 m n.p.m.).

Cała konstrukcja wykonana została z betonu i cegły, z zachowaniem oryginalnych mechanizmów sterowania.

## Budynek elektrowni
Gmach elektrowni zbudowany jest na planie prostokąta o wymiarach 14,35 × 13,25 m i kubaturze 1780 m³. Fundamenty oraz blok elektrowni wykonano z betonu, ściany z cegły na zaprawie cementowo-wapiennej, dach pokryto papą. Hala maszyn posiada posadzkę z płytek terakotowych, a w środku znajduje się suwnica o nośności 7,5 tony.
Na fasadzie zachowała się oryginalna płaskorzeźba przedstawiająca wirnik turbiny Kaplana i data „1934”.

## Wyposażenie techniczne
W elektrowni funkcjonują dwa hydrozespoły z turbinami Kaplana firmy J.M. Voith (numery fabryczne: 11466 i 11467), zbudowane w 1934 roku:
- Moc jednostkowa: 504 kW (685 KM),
- Spad: 6,3 m,
- Przełyk: 10 m³/s,
- Liczba obrotów: 250 obr./min[13].

Generatory synchroniczne pionowe typu „parasolowego” wyprodukowane przez firmę Siemens-Schuckert (nr fabr. 2891185 i 2891186) mają moc 720 kVA, napięcie 11 kV i są bezpośrednio sprzężone z turbinami. Zasilanie sieci zapewnia transformator 10/0,4 kV o mocy 20 kVA. Średnia produkcja energii elektrycznej z okresu 1979–1998: 3,06 GWh/r.